# Al-Amal
Al-Amal (arabisch الأمل, DMG al-Amal ‚die Hoffnung‘, englisch Hope, auch bekannt als Emirates Mars Mission) ist eine Raumsonde der Vereinigten Arabischen Emirate, die seit dem 9. Februar 2021 als erste interplanetare Raumfahrtmission eines arabischen Staates den Mars umkreist und seit dem 23. Mai 2021 die Marsatmosphäre und das Marsklima untersucht.
Sie wurde am 19. Juli 2020 mit einer H-IIA-Trägerrakete vom japanischen Tanegashima Space Center gestartet.

## Konzept
Das Projekt wurde am 16. Juli 2014 initiiert und von Vizepräsident Muhammad bin Raschid Al Maktum, dem Emir von Dubai, der Öffentlichkeit vorgestellt. Am 14. April 2015 forderte Muhammad bin Raschid Al Maktum zunächst die Araber aller Länder dazu auf, Vorschläge für einen Namen der Sonde zu machen. Einen Tag später hatte sich „Zayid“ als beliebtester Name herauskristallisiert, nach Zayid bin Sultan Al Nahyan (1918–2004), Emir von Abu Dhabi und erster Präsident der Vereinigten Arabischen Emirate. Am Ende entschied sich Muhammad bin Raschid Al Maktum – die Marsmission ist de facto ein Unternehmen des Emirats Dubai – dann aber für den Namen „al-Amal“. Er wählte diesen Namen nach eigener Aussage, weil er eine Botschaft des Optimismus an Millionen von jungen Arabern aussende. Die Ergebnisse der Mission sollten der weltweiten Wissenschaftsgemeinde frei zur Verfügung gestellt werden. Außerdem sollte durch die Mission das Interesse der emiratischen Bevölkerung an Wissenschaft und Technik gefördert werden.
Zur Realisierung des Projektes von der Planung bis zum Start stand über einen sechsjährigen Zeitraum ein Budget von 200 Millionen US-Dollar zur Verfügung, das von den Vereinigten Arabischen Emiraten aufgebracht wurde. Auch die Leitung des Projekts liegt vollständig in emiratischen Händen, während die Sonde selbst unter der Leitung von Pete Withnell am Labor für Hochatmosphären- und Weltraumwetterforschung (Laboratory for Atmospheric and Space Physics) der University of Colorado Boulder gebaut wurde, das 2008–2013 bereits die Mars-Atmosphärenforschungssonde MAVEN (Mars Atmosphere and Volatile Evolution) gebaut hatte. Im August 2014 war der offizielle Start des Projekts am LASP. Dort wurden zunächst verschiedene Konzepte für eine Marsmission diskutiert, bis man sich schließlich auf einen Wettersatelliten einigte, der, anders als MAVEN mit ihrer um 75° geneigten Umlaufbahn, den Mars in einer äquatorialen Bahn umkreisen und so eine Wetterbeobachtung über den Tagesverlauf ermöglichen sollte. Ursprünglich sollte für die Sonde ein sechseckiger Satellitenbus der südkoreanischen Satrec Initiative GmbH verwendet werden, wie er auch bei den vom Muhammad-bin-Raschid-Raumfahrtzentrum finanzierten Erdbeobachtungssatelliten der DubaiSat-Serie zum Einsatz kam. Im September 2015 wurde an den ersten konkreten Entwürfen gearbeitet.
Hierbei kamen rund 150 Techniker und Ingenieure vom Labor für Hochatmosphären- und Weltraumwetterforschung sowie 100 von zwei weiteren Partnern, nämlich dem Labor für Weltraumwissenschaften (Space Sciences Laboratory) der University of California, Berkeley, das bereits bei MAVEN beteiligt war, und dem Institut für Erd- und Weltraumforschung (School of Earth and Space Exploration) der Arizona State University. Einige dutzend Wissenschaftler und Ingenieure vom Muhammad-bin-Raschid-Raumfahrtzentrum nahmen in Boulder, Colorado an Entwicklung und Bau der Sonde teil, der Rest der 200 an dem Projekt beteiligten Mitarbeiterinnen und Mitarbeiter des MBRSC war in Dubai in unterstützender Funktion tätig.
Beim Bus der Sonde entschied man sich später für ein würfelförmiges Modell, wie es seinerzeit von Lockheed Martin für MAVEN gebaut worden war, mit einer Kantenlänge von etwa 2 m und, wenn die beiden zweiteiligen Solarmodule ausgeklappt sind, einer maximalen Breite von 7,9 m. Zusammen mit der Parabolantenne von 1,85 m Durchmesser ist die Sonde 3 m hoch. Die Solarmodule liefern eine Leistung von 600 W für den Betrieb der Nutzlasten sowie zum Laden der Akkumulatoren für die Zeit, wenn sich die Sonde auf ihrer äquatorialen Bahn hinter dem Mars befindet. Das Startgewicht der betankten Sonde beträgt 1350 kg, sie ist also deutlich leichter als MAVEN mit ihren 2454 kg.
Am 9. Februar 2021 begann die Sonde um 15:30 Uhr UTC ein 27 Minuten dauerndes, völlig autonom ablaufendes Bremsmanöver mit ihren sechs 120-N-Triebwerken und schwenkte anschließend in einen Orbit von zunächst 1000 × 49.380 km um den Mars ein; die Umlaufzeit betrug 40 Stunden. Bei diesem Bremsmanöver wurden 400 kg der 880 kg Treibstoff an Bord verbraucht. Im Laufe der folgenden drei Monate nahm die Sonde eine äquatoriale Umlaufbahn von 22.000 × 44.000 km ein und begann am 23. Mai 2021 mit den wissenschaftlichen Beobachtungen.

## Wissenschaftliche Aufgabe
Wissenschaftliche Leiterin der Mission ist die Informatikerin und Staatsministerin für Naturwissenschaften Sarah al-Amiri, die bereits für die Software der 2009 und 2013 gestarteten Erdbeobachtungssatelliten DubaiSat 1 und DubaiSat 2 zuständig war. Die Mission soll über die Jahreszeiten hinweg Atmosphäre und Klima des Mars untersuchen. Die Untersuchung soll vollständiger und ganzheitlicher sein als bei allen früheren Marssonden. Man erwartet Informationen zum Zusammenspiel verschiedener Atmosphärenschichten und verschiedener Klimafaktoren wie Temperatur, Wind, Staub und Wolken. Die gewonnenen Erkenntnisse sollen beim Verständnis der Erdatmosphäre und der Vorhersage von deren zukünftiger Entwicklung helfen. Darüber hinaus sollen sie auch zum Verständnis von Exoplaneten beitragen. Man erhofft sich durch Untersuchung atmosphärischer Wasserstoff- und Sauerstoffanteile Antworten auf die Frage, warum der Mars seine obere Atmosphärenschicht verliert und warum sein Oberflächenwasser verdunstete. Die Sonde trägt zum Erreichen dieser Ziele folgende Instrumente als Nutzlasten:

### Emirates Exploration Imager (EXI)
Beim EXI handelt es sich um eine Kamera mit einem monochromen CMOS-Sensor und separaten Linsengängen für Ultraviolettstrahlung und sichtbares Licht. Konkret nutzt das System die Wellenlängen 245–275 nm (UV-C) und 305–335 nm (UV-A) im ultravioletten Bereich sowie 625–645 nm (rot), 506–586 nm (grün) und 405–469 nm (blau) im sichtbaren Bereich. Der 12-Megapixel-12-Bit-Sensor mit einem Bildverhältnis von 4:3 ist in der Lage, 180 Bilder pro Sekunde aufzunehmen und kann so 4K-Filmaufnahmen liefern.
Ziel des EXI ist die Untersuchung der unteren Schichten der Atmosphäre, insbesondere auf deren Wasser- und Ozongehalt. Außerdem liefert der EXI hochauflösende Bilder der Marsoberfläche. Er wurde in einer Kollaboration des Laboratory for Atmospheric and Space Physics (LASP) und des Muhammad-bin-Raschid-Raumfahrtzentrums entwickelt. Wissenschaftler von der New York University Abu Dhabi und dem Nationalen Zentrum für Weltraumwissenschaft und -technologie an der United Arab Emirates University verwendeten gut 3000 vom EXI während des ersten Marsjahrs (687 Erdentage) aufgenommene Bilder und erstellten daraus eine detaillierte Landkarte des gesamten Planeten.

### Emirates Mars Ultraviolet Spectrometer (EMUS)
Das EMUS ist ein UV-Spektrometer mit einer Auflösung von 1,3 nm und 1,8 nm im Bereich von 100–170 nm und einer räumlichen Auflösung von 0,36°. Die Auflösung wurde bewusst so gewählt, dass Kohlenmonoxid in der Gegenwart von Sauerstoff nachweisbar bleibt. Ziel dieser Sonde ist dann auch die Messung des Kohlenmonoxid- und Sauerstoffgehalts in der Thermosphäre (in 100–200 km Höhe) sowie deren subsaisonale Änderungen. Weiter sollen mit dem EMUS der Wasserstoff- und der Sauerstoffgehalt in der Exosphäre (über 200 km Höhe) kartografiert und deren zeitliche Veränderung untersucht werden.
Auch das EMUS wurde in einer Kollaboration des Laboratory for Atmospheric and Space Physics (LASP) und des Muhammad-bin-Raschid-Raumfahrtzentrums entwickelt.

### Emirates Mars Infrared Spectrometer (EMIRS)
Das EMIRS ist ein interferometrisch-thermisches Infrarotspektrometer mit der Funktion, die globale Temperaturverteilung sowie den Gehalt von Wassereis, Wasserdampf und Staub in den unteren Schichten der Atmosphäre zu messen. Über einen Spiegel ist das Gerät in der Lage, die Atmosphäre abzuscannen. In Kombination mit den Daten des EMUS und des EXI sollen mit diesen Daten die Energieflüsse, die planetarische Zirkulation sowie die täglichen und subsaisonalen Änderungen untersucht werden.
Das EMIRS wurde unter der Leitung von Philip Christensen vom Institut für Erd- und Weltraumforschung der Arizona State University und Christopher Edwards von der Fakultät für Astronomie und Planetologie der Northern Arizona University zusammen mit dem Muhammad-bin-Raschid-Raumfahrtzentrum entwickelt.

## Erweiterte Mission
Im September 2022 und im Januar 2023 wurden zwei kleinere Bahnmanöver durchgeführt, mit denen die Bahnneigung auf 25° und die Maße der Ellipse auf 20.000 × 43.000 km geändert wurden. Dadurch ist es möglich, mit der Beobachtung der Atmosphäre fortzufahren – ein Umlauf dauert 55 Stunden, der Mars wird alle neun Tage einmal vollständig dokumentiert – die Sonde aber gleichzeitig bis auf 100–150 km an den äußeren Marsmond Deimos heranführen, der den Planeten in einer Entfernung von etwa 23.500 km umkreist. Al-Amal soll nun zahlreiche Fotos des kleineren der beiden Monde machen.
Außerdem hoffen die Ingenieure, mit dem Infrarot- und dem Ultraviolett-Spektrometer die Temperatur auf der Oberfläche von Deimos messen zu können und so Aufschluss über die Wärmeleitfähigkeit der möglicherweise bis zu 100 m dicken Regolithschicht zu erlangen.
Aufgrund ihres hohen Orbits fliegt al-Amal auf der marsabgewandten und bislang wenig erforschten Seite von Deimos vorbei. Am 24. April 2023 wurden aus einer Entfernung von 100 km aufgenommene Fotos veröffentlicht. Eine erste Auswertung der spektrografischen Daten deutet darauf hin, dass der Mond nicht, wie bislang angenommen, ein eingefangener D-Asteroid aus Silicaten mit Kohlenstoffanteilen ist, sondern aus Basalt besteht und möglicherweise aus zusammengebackenen Felsbrocken geformt wurde, die bei einem Meteoriteneinschlag in der Vergangenheit aus dem Mars selbst herausgeschleudert wurden.
Im April 2023 wurde die Primärmission der Sonde – die Beobachtung der Marsatmosphäre – um ein Jahr bis April 2024 verlängert, da sich die von ihr ermittelten Daten als sehr nützlich erwiesen.[veraltet]

## Bodensegment
Das Muhammad-bin-Raschid-Raumfahrtzentrum verfügt nur über eine Parabolantenne mit 11,3 m Durchmesser, die zwar zum Betrieb der Erdbeobachtungssatelliten ausreicht,
für Tiefraummissionen jedoch nicht geeignet ist. Daher greift man bei al-Amal für Telemetrie, Bahnverfolgung und Steuerung auf das amerikanische Deep Space Network (DSN) mit seinen leistungsstarken, auf drei Standorte rund um den Globus verteilten Antennen zurück.
Dessen Daten gehen direkt an den Kontrollraum im Muhammad-bin-Raschid-Raumfahrtzentrum in Dubai sowie an die Mission Support Facility im Labor für Hochatmosphären- und Weltraumwetterforschung in Colorado. Die Firma KinetX Aerospace in Tempe, Arizona, dem Sitz der Arizona State University, berechnet aus den Bahnverfolgungsdaten des DSN die notwendigen Bahnkorrekturmanöver, um die von der Firma Advanced Space in Boulder, Colorado vorausberechnete Flugbahn einzuhalten. Die Steuersignale hierfür werden dann wieder über das DSN an die Sonde gefunkt.
Nachdem die Sonde am 23. Mai 2021 ihre eigentliche Mission begonnen hatte, wurden die über das DSN empfangenen Daten in einem Datenverarbeitungszentrum, das sich im Muhammad-bin-Raschid-Raumfahrtzentrum befindet, gespeichert und zu drei Produktstufen aufbereitet: Quicklook, Level 1, Level 2. Die verarbeiteten Daten, nicht jedoch die originalen Rohdaten der Sonde, wurden ab dem 1. Januar 2022 der wissenschaftlichen Gemeinde zur Verfügung gestellt.
Die emiratischen Ingenieure arbeiten vor allem mit den Betreuern der amerikanischen Sonde MAVEN zusammen. Man kombiniert die von den beiden Sonden bei der Beobachtung der gleichen atmosphärischen Phänomene mit unterschiedlichen Instrumenten gelieferten Daten.